# Asota conspicua
Asota conspicua är en fjärilsart som beskrevs av Swinhoe 1903. Asota conspicua ingår i släktet Asota och familjen nattflyn. Inga underarter finns listade i Catalogue of Life.